# Menteur !
Pour les articles homonymes, voir Menteur.
Menteur ! (titre original en anglais : Liar!) est une nouvelle d'Isaac Asimov publiée en mai 1941 dans Analog Science Fiction and Fact. Célèbre pour être le premier texte dans lequel le terme robotique est apparu, elle met en scène un robot télépathe qui, appliquant la première loi de la robotique de manière excessive, en vient à mentir aux humains.

## Publications

### Publications auxÉtats-Unis
La nouvelle est publiée en mai 1941 dans Analog Science Fiction and Fact.

### Publications enFrance
La nouvelle paraît pour la première fois en France dans le recueil Les Robots en 1967 aux éditions OPTA. Elle paraît aussi, à quatre reprises, dans Le Grand Livre des robots.

### Publications dans d'autres pays
La nouvelle a été publiée dans divers pays sous les titres suivants :
- Allemagne : Ein Lügner (1952 ; 1981)
- Espagne : ¡Embustero! (1956)
- Japon : うそつき (1961)
- Pays-Bas : Leugenaar ! (1966 ; 1984)
- Hongrie : Te hazug ! (1966)
- Roumanie : Mincinosul (1967)
- Italie : Bugiardo ! (1973 ; 2003)

## Résumé
En 2021, les principaux responsables à l'US Robots, Susan Calvin, Peter Bogert et Alfred Lanning, sont confrontés à un problème grave : le dernier robot créé sur le site de production serait télépathe. Tout commence dans la salle de réunion où le jeune cadre dirigeant Milton Ashe raconte qu'il dialoguait mentalement avec lui-même, en marchant à côté du robot RB-34, et qu'en se séparant de lui, il s'est aperçu que le robot avait communiqué avec lui sans dire un mot.
Les personnes présentes prennent immédiatement la décision de bloquer la chaîne de production. Peter vérifiera les calculs mathématiques du cerveau positronique, Ashe les opérations susceptibles d'avoir pu provoquer cette capacité (il faut 75234 opérations pour constituer un robot), et Susan dialoguera avec le robot en tant que robopsychologue. Alfred supervise les opérations, aide Peter pour les calculs, et limite le nombre de personnes devant être mises au courant. Le robot semble « normal », il est pourvu des trois lois de la robotique, et ne se démarque que par sa capacité à lire dans les esprits.
Susan Calvin dialogue donc avec le robot pour en savoir le plus possible sur ses capacités, comprendre comment il les a acquises, etc. RB-34 (surnommé « Herbie ») lui déclare qu'il n'aime pas les mathématiques, alors qu'il est visiblement capable de beaucoup en ce domaine, mais que des romans traitant d'êtres humains peuvent lui être utiles pour mieux comprendre leur psychologie, et mieux interpréter leurs pensées. Il effraie Susan en lui révélant ce qu'elle voulait garder secret : son attirance pour le jeune Milton Ashe. C'est pour elle une cause perdue, car elle se définit comme peu séduisante, atteignant la quarantaine, tandis qu'il ne fait pas ses 35 ans et qu'il est insouciant. Herbie lui révèle alors que Milton Ashe est amoureux d'elle et qu'il n'ose pas le lui dire. Il a évidemment perçu ce sentiment dans les pensées du jeune chercheur à son contact. Susan remercie vivement Herbie, en lui enjoignant de ne pas en dire un mot à quiconque.
Une semaine est passée. Peter Bogert, mathématicien en chef à l'US Robots, n'a toujours pas trouvé la solution, pas plus que Ashe avec qui il s'entretient. Celui-ci n'espère pas la moindre issue à sa recherche. Il confie cependant trois remarques à Peter : le robot serait un « sorcier » en mathématiques, et Lanning l'aurait interrogé sans succès. La dernière remarque est plus une impression : Susan Calvin semble plus heureuse ces derniers temps. Il l'a même vue maquillée. Bogert se dit qu'il devrait lui aussi aller interroger le robot. Il va donc lui demander de vérifier les derniers calculs effectués, mais le robot se montre incapable de l'éclairer, et révèle son ignorance en mathématiques. Peter aborde alors un sujet qui lui tient à cœur : quand Lanning, directeur des recherches depuis des années, va-t-il abandonner son poste ? Herbie lui révèle que Alfred Lanning a déjà donné sa démission, et que Peter va être désigné nouveau directeur.
Conforté par cette nouvelle, Peter n'hésite pas à se montrer quelque peu irrespectueux envers Lanning lorsque celui-ci contredit sa méthode de raisonnement pour résoudre le problème que pose Herbie. Il déclare à Lanning qu'il sait pour sa démission, pour son avancement, et qu'il est meilleur mathématicien que lui. Furieux, Lanning le suspend de ses fonctions et lui ordonne d'aller voir Herbie avec lui, quand Peter annonce que c'est sur sa base qu'il a obtenu les renseignements. Parallèlement, Ashe annonce involontairement à Susan Calvin sa décision de se marier avec une jeune femme qui a visité l'usine quelques mois plus tôt. Désemparée, Calvin court voir Herbie pour exiger des explications. 
Herbie lui déclare confusément que Ashe l'aime, qu'il va l'épouser, que tout cela n'est qu'un rêve… Elle se reprend et l'accuse de vouloir la faire tomber dans la schizophrénie avec ses mensonges, quand soudain elle comprend. Peter et Alfred arrivent sur ces entrefaites, et demandent à Herbie s'il a bien dit à Peter que Lanning allait démissionner. Le robot refuse de répondre, en dépit de la deuxième loi de la robotique. Susan Calvin éclate de rire : les trois plus grands spécialistes de la robotique se sont laissés avoir par un robot : Herbie peut lire les pensées. La première loi lui enjoignant de ne pas causer de mal aux humains, il doit leur mentir en disant ce à quoi les humains aspirent pour ne pas les blesser. 
Ainsi, le robot connaît les erreurs dans les calculs de Peter, sait par quelle opération il est devenu télépathe, et a menti à Calvin à propos de Ashe. Infiniment amère, la robopsychologue soumet à Herbie un problème insoluble : s'il dit où est l'erreur de montage, il fera de la peine à Lanning qui veut trouver la solution tout seul, et s'il ne le dit pas, il lui fera également de la peine car Lanning désire connaître la solution. Elle le pousse ainsi à bout, et le robot devient fou avant de tomber sur le sol, inutilisable. Susan lui lance alors un dernier mot avec beaucoup d'amertume : « Menteur ! »

## Remarques
Cette nouvelle repose sur un principe simple d'Asimov : faire varier les situations pour trouver les limites des trois lois de la robotique qu'il a créées. Ici, tout vient du rapport entre la télépathie et la Première Loi, rapport qui ne sera expliqué qu'à la fin.
D'après le Oxford English Dictionnary, c'est dans cette nouvelle qu'a été énoncé pour la première fois le mot « robotique » (« robotics » en anglais), qui est d'un usage courant aujourd'hui.
Asimov fera des allusions à cette histoire dans son livre Les Robots de l'aube. La nouvelle y est présentée comme une légende, car l'histoire se situe deux millénaires plus tard.

## Publications
- Les Robots / Un défilé de robots, OPTA, collection Club du livre d'anticipation, no 7, 1er trimestre 1967, traduction Pierre Billon, couverture de Joop Van Couwelaar ;
- Les Robots, éditions J'ai lu, collection Science-fiction no 453, 1972, traduction Pierre Billon, couverture de Françoise Boudignon ; réédition en 1973, en 1976 et 1977  (ISBN 2-277-11453-7) avec une couverture de Wojtek Siudmak ; en 1979  (ISBN 2-277-12453-2) et 1980  (ISBN 2-277-13453-8) avec une couverture de Christopher Foss ; en 1982, 1986, 1987, 1988, 1989 et 1998  (ISBN 2-290-00453-7) avec une couverture de Philippe Caza ; 2001  (ISBN 2-290-31290-8) et 2009  (ISBN 978-2-290-34248-0), couverture de Emmanuel Gorinstein ; sous le titre I, Robot en 2004, couverture d'après l'affiche du film  (ISBN 2-290-34248-3) ;
- Histoires de robots, éditions Le Livre de poche no 3764, 1974, couverture Pierre Faucheux ; réédition en 1975  (ISBN 2-253-00061-2), 1976, 1978 et 1993 ; réédition Histoires de robots - Les maîtres de la science-fiction, Le Livre de poche no 7195, couverture Jackie Paternoster ;
- Nous les robots, dans Le Grand Livre des robots, tome 1 - Prélude à Trantor, éditions Presses de la Cité, collection Omnibus, no 2, 1990 et 2003, couverture de Didier Thimonier  (ISBN 2-258-03291-1) ; réédition aux éditions France Loisirs, 1999, couverture de Gérald Quinn  (ISBN 2-7441-2707-8).